# Gaston (komiks)
Gaston – belgijska, francuskojęzyczna, humorystyczna seria komiksowa autorstwa André Franquina, który tworzył ją od 1957 do swojej śmierci w 1997. 

## Historia publikacji
Zadebiutowała na łamach czasopisma komiksowego „Spirou” w formie półstronicowych krótkich historyjek, a od 1960, w związku z ich rosnącą popularnością, wydawnictwo Dupuis zaczęło je publikować tomach zbiorczych. Oryginalna seria składa się z 16 tomów, które były wielokrotnie wznawiane, a ich zawartość, tytuły i numeracja zmieniane; ukazały się też liczne tomy specjalne. 

## Polskie wydania
Po polsku w latach 2001–2004 nakładem wydawnictwa Motopol – Twój Komiks ukazały się cztery albumy Gastona z kolekcji opublikowanej oryginalnie z okazji czterdziestolecia serii. W 2024 wydawnictwo Kurc wznowiło publikację serii po polsku w formie zbiorczych albumów gromadzących po trzy tomy, zgodnie z francuskim wydaniem z 2018.

## Fabuła

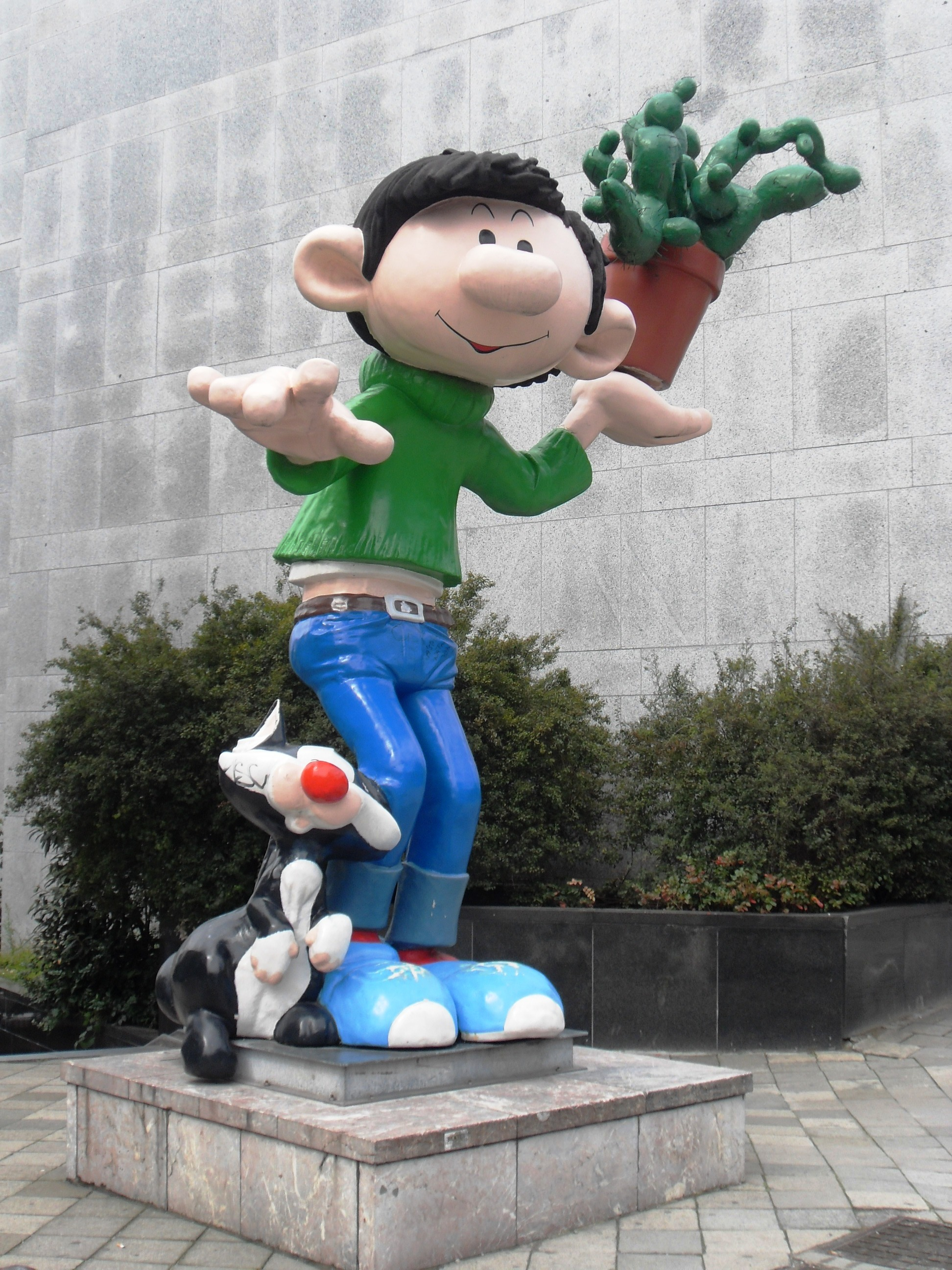
Pomnik Gastona w Brukseli

Głównym bohaterem serii jest młodzieniec Gaston Lagaffe, którego nazwisko, oznaczające po francusku gafę, oddaje jego główną cechę charakteru: skłonność do wpadek i popadania w kłopoty. Gaston pracuje w redakcji gazety, gdzie zajmuje się głównie leniuchowaniem lub ułatwianiem sobie wykonywanych zadań poprzez skomplikowane kombinacje, czym irytuje współpracowników. Jednocześnie charakteryzuje się czułością wobec zwierząt i pomysłowością, którą wykorzystuje w amatorskich eksperymentach nieraz kończących się spektakularnymi eksplozjami.

## Tomy w oryginalnej, pierwotnej wersji
| Tom | Wydanie oryginalne                 |
| --- | ---------------------------------- |
| 0   | Gaston (1960)                      |
| 1   | Gare aux gaffes (1966)             |
| 2   | Gala de gaffes (1963)              |
| 3   | Gaffes à gogo (1964)               |
| 4   | Gaffes en gros (1965)              |
| 5   | Les gaffes d'un gars gonflé (1967) |
| 6   | Des gaffes et des dégâts (1968)    |
| 7   | Un gaffeur sachant gaffer (1969)   |
| 8   | Lagaffe nous gâte (1970)           |
| 9   | Le cas Lagaffe (1971)              |
| 10  | Le géant de la gaffe (1972)        |
| 11  | Gaffes, bévues et boulettes (1973) |
| 12  | Le gang des gaffeurs (1974)        |
| 13  | Lagaffe mérite des baffes (1979)   |
| 14  | La saga des gaffes (1982)          |
| 15  | Gaffe à Lagaffe! (1996)            |

## Tomy wydane po polsku

### Tomy opublikowane przez Motopol – Twój Komiks na podstawie belgijskiego wydania z okazji czterdziestolecia serii. W polskiej wersji numeracja tomów była odmienna od oryginalnej.
| Wydanie polskie | Wydanie oryginalne |
| --------------- | ------------------ |
| Gaston 1 (2001) | Gaston 2 (1997)    |
| Gaston 2 (2001) | Gaston 3 (1997)    |
| Gaston 3 (2003) | Gaston 4 (1997)    |
| Gaston 4 (2004) | Gaston 5 (1997)    |

### Tomy opublikowane przez wydawnictwo Kurc w zbiorczych wydaniach na podstawie belgijskiej edycji z 2018:
| Tom | Wydanie polskie      | Wydanie oryginalne                  | Uwagi                                                            |
| --- | -------------------- | ----------------------------------- | ---------------------------------------------------------------- |
| 1   | Pierwsze gafy (2024) | Premières gaffes (2018)             | Tomy ukazały się w wydaniu zbiorczym pt. Gaston. Księga 1 (2024) |
| 2   | Garść gaf (2024)     | Gare aux gaffes (2018)              | Tomy ukazały się w wydaniu zbiorczym pt. Gaston. Księga 1 (2024) |
| 3   | Gala gaf (2024)      | Gala de gaffes (2018)               | Tomy ukazały się w wydaniu zbiorczym pt. Gaston. Księga 1 (2024) |
| 4   |                      | Le Bureau des gaffes en gros (2018) | Tomy ukażą się w wydaniu zbiorczym pt. Gaston. Księga 2 (2024)   |
| 5   |                      | Gaffes à gogo (2018)                | Tomy ukażą się w wydaniu zbiorczym pt. Gaston. Księga 2 (2024)   |
| 6   |                      | Le Gaffes d'un gars gonflé (2018)   | Tomy ukażą się w wydaniu zbiorczym pt. Gaston. Księga 2 (2024)   |

## Popularność i adaptacja filmowa
Gaston został zaliczony w poczet listy 100 książek XX wieku według „Le Monde”. Na podstawie serii powstały też dwa filmy fabularne: Fais gaffe à la gaffe! z 1981 i Młody geniusz i kłopotliwe wynalazki z 2018.